# Поклик (фільм)
«Поклик» («ძახილი») — радянський художній фільм 1979 року, знятий режисером Караманом Мгеладзе на кіностудії «Грузія-фільм».

## Сюжет
За оповіданнями Нодара Думбадзе «Кров» та «Елладос».

## У ролях
- Бердія Інцкірвелі — батько Янгулі
- Ліа Капанадзе — тітка Ніно
- Нана Мазуренко — роль другого плану
- Георгій Мачаїдзе — Джемалі
- Гіо Мгеладзе — онук
- Александре Мемаріашвілі
- Василь Папаїаніді — Янгулі
- Сесілія Такаїшвілі — Юлія, бабуся
- Варлам Цуладзе — Кішварді, дідусь
- Софіко Чіаурелі — вчителька музики
- Г. Асланіді — епізод
- З. Гамбашидзе — епізод
- Т. Дамоцієв — епізод
- Д. Ішханіді — епізод
- Т. Манукян — епізод
- І. Сурманідзе — епізод
- К. Тарієлідзе — епізод

## Знімальна група
- Режисер — Караман Мгеладзе
- Сценарист — Караман Мгеладзе
- Оператор — Олександр Суламанідзе
- Композитор — Яків Бобохідзе
- Художник — Реваз Мірзашвілі